# Amor comprado
Amor comprado é uma telenovela americana-venezuelana exibida em 2009 pela Venevisión.

## Elenco
- Elizabeth Gutiérrez - Mariana Gomez
- José Angel Llamas - Guillermo "Willy" Cantú de la Fuente
- Marjorie de Sousa - Margot Salinas
- Julián Gil - Esteban Rondero
- Zully Montero - Gertrudis De La Fuente
- Paty Alvarez - Natalia
- Karen Sentíes - Leonora
- Brianda Riquer - Juliana de la Fuente Contreras
- José Bardina - Luciano De La Fuente
- Fernando Carrera - Valentín de la Fuente
- Roberto Mateos - Arturo Garibay
- Nélida Ponce - Matilde
- Reynaldo Cruz - Ernesto
- Isabel Moreno - Rosa
- Carlos Garin - Lcdo. Gutiérrez
- Anna Silvetti - Morgana
- Franklin Virgüez - Saladino
- Laura Ferretti - Teresa Contreras de de la Fuente
- Graciela Doring - Panchita
- Andrés García Jr. - Santiago
- Raúl Olivo - Enrique
- Bobby Larios - Hilario
- Adrian Carvajal - Ricardo Gomez
- Marianne Lovera - Elena
- Marisela Buitrago - Lisette
- Carlos Augusto Maldonado - Martín
- Julio Capote - Jeremias
- Liannet Borrego - Verónica
- Yami Quintero - Renata